# تناجر ذهبي
تناجر ذهبي (الاسم العلمي: Tangara arthus)، هو نوع من الطيور يتبع فصيلة التناجر ضمن رتبة العصفوريات.